# Žeimelis

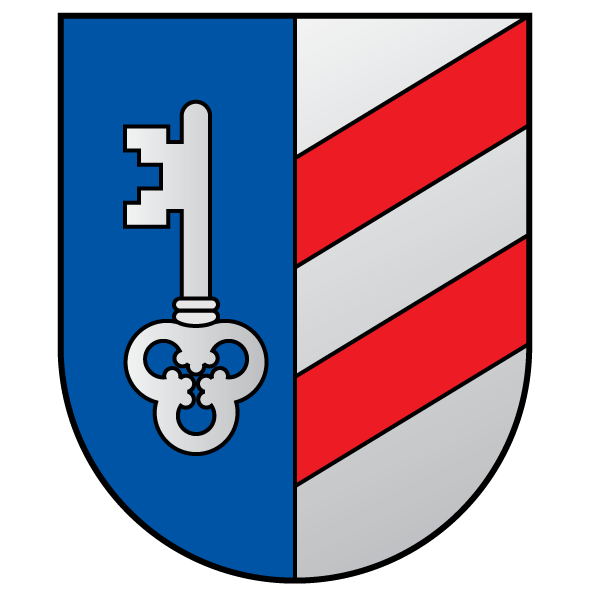
Brasão de Žeimelis

Žeimelis é uma localidade do norte da Lituânia, distante 40 km de Pakruojis, próxima à fronteira com a Letônia.

## Pessoas famosas
- Theodor Grotthuss, criador da primeira lei da fotoquímica, autor da primeira lei da eletrólise.
- Juozas Šliavas, historiador.